# Circondario di Chioggia
Il circondario di Chioggia era uno dei circondari in cui era suddivisa la provincia di Venezia.

## Storia
Il circondario di Chioggia fu istituito nel 1912, succedendo all'omonimo distretto.
Venne soppresso nel 1926 e il territorio assegnato al circondario di Venezia.

## Suddivisione
Il circondario comprendeva, composto da un unico distretto omonimo, i comuni di Chioggia, Cavarzere, Cona e Pellestrina.